# Сергеевское сельское поселение (Томская область)
Сергеевское се́льское поселе́ние — муниципальное образование в Первомайском районе Томской области Российской Федерации.
Административный центр — село Сергеево.

## История
Статус и границы сельского поселения установлены Законом Томской области от 10 сентября 2004 года № 204-ОЗ О наделении статусом муниципального района, сельского поселения и установлении границ муниципальных образований на территории Первомайского района.

## Население
| 2002  | 2010  | 2012  | 2013  | 2014  | 2015  | 2016  |
| ----- | ----- | ----- | ----- | ----- | ----- | ----- |
| 1834  | ↗2357 | ↘2305 | ↘2275 | ↘2261 | ↘2199 | ↘2141 |
| 2017  | 2018  | 2019  | 2020  | 2021  |       |       |
| ↘2125 | ↘2107 | ↘2061 | ↘2040 | ↘1833 |       |       |

## Состав сельского поселения
| №  | Населённый пункт | Тип населённого пункта                     | Население |
| -- | ---------------- | ------------------------------------------ | --------- |
| 1  | Вознесенка       | деревня                                    | ↘133      |
| 2  | Ежи              | село                                       | ↘352      |
| 3  | Заречный         | посёлок                                    | ↘0        |
| 4  | Петровск         | деревня                                    | ↘28       |
| 5  | Рождественка     | деревня                                    | ↘46       |
| 6  | Сахалинка        | деревня                                    | ↘88       |
| 7  | Сахалинка        | посёлок при станции (официально - станция) | ↘54       |
| 8  | Сергеево         | село, административный центр               | ↘727      |
| 9  | Узень            | посёлок                                    | ↘116      |
| 10 | Успенка          | деревня                                    | ↘234      |
| 11 | Царицынка        | деревня                                    | ↘55       |